# 킹스 칼리지 런던

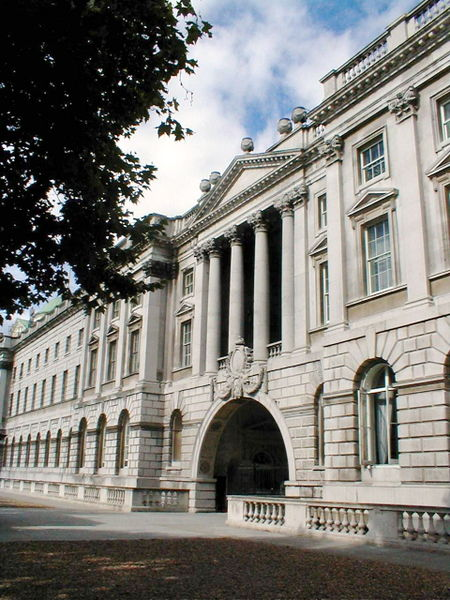

킹스 칼리지 런던(King's College London)은 영국 잉글랜드 런던 중심부에 자리한 공립 대학교로 1829년 8월 14일 웰링턴 공작에 의하여 평민들을 교육하기 위한 대학으로 설립되었다. 런던 대학교의 칼리지 중 하나이다. 영국에서 옥스포드, 캠브리지, 맨체스터, 유니버시티칼리지런던 에 이어 다섯 번째로 오래된 대학교이며 골든 트라이앵글(Golden Triangle) 대학 중 하나이다. 19세기 과학 발전에 이바지하였으며, 여성과 노동자들을 대상으로 한 고등교육, 야간교육 도입 등을 주도하였다는 평가를 받는다. 유니버시티 칼리지 런던(UCL), 런던 정경대학(LSE)등과 연합하여 런던 대학교를 구성한다.
킹스 칼리지 런던의 간호학부인 나이팅게일 간호 학교가 1860년 7월 9일에 플로렌스 나이팅게일에 의해 세워졌다. 1985년에는 퀸 엘리자베스 칼리지(Queen Elizabeth College)와 첼시 칼리지(Chelsea College) 등을 통합하면서 규모를 키웠다. 스트랜드(Strand), 워털루(Waterloo), 가이스(Guy's) 등 주요 3개 캠퍼스를 포함한 모든 캠퍼스는 중부 런던에 자리잡고 있다.
법학, 정치학, 역사학, 고전학, 철학, 이베리아 언어학, 신학, 음악, 경영학, 치의학, 식품 과학 및 간호학 분야에서 세계적으로 우수한 평가를 받고 있다. 울프상 수상자 3명, 코플리 메달 수상자 2명, 로열 메달 수상자 10명, 그리고 노벨상 수상자 12명을 배출하였다.

## 순위
킹스 칼리지 런던은 타임스와 세계대학평가기관 QS (http://www.topuniversities.com)에서 공동으로 실시한
QS 세계 대학 순위 평가에서 2015년에는 세계대학랭킹 16위와 영국대학 랭킹 5위를 기록하였다.
킹스 칼리지 런던의 법학부는 영국내 최고 중 하나로 손꼽히며 타임스 랭킹에서 1997년에는 1위를 1999년에는 3위를 기록했으며 2008년에는 4위를 기록했다. 2008년 랭킹에서 그외의 킹스의 역사학부, 정치학부, 고전학부, 음악학부, 치의학부, 식품 과학부와 간호학부 등도 5위안에 기록을 했다.
킹스 칼리지 런던 졸업생의 초봉은 평균 24,095파운드로 영국 대학 졸업생 중 네 번째로 높다.

## 조직 및 행정

### 행정

#### 학부 및 학과
19세기에 킹스 칼리지 런던에는 신학, 일반 문학 및 과학, 응용 과학, 의학 및 군사의 5개 학과가 있었다. 신학과는 교회 역사, 목회 신학 및 유언 주석에 대한 연구를 제공했다. 언어 및 문학, 역사, 법률 및 판례, 정치 경제학, 상업, 펜싱, 수학, 동물학 및 자연사는 일반 문학 및 과학과에서 가르쳤고, 자연 철학, 지질학, 광물학 및 예술 관련 과목은 응용 과학과에서 가르쳤다.
2017년 현재 킹스는 9개의 학술 학부로 구성되어 있으며, 이는 학교(사회 과학 및 공공 정책, 생명 과학 및 의학), 학과, 센터 및 연구 부서로 세분화된다. 가장 최근에 추가된 곳은 2017년 8월에 개교한 Bush House에 위치한 King's Business School이다.

## 저명한 교수
저명한 교수로는 물리학자 에드워드 빅터 애플턴, 오언 윌런스 리처드슨, 물리학자/수학자 제임스 맥스웰, 생물물리학자 로절린드 프랭클린, 생물학자 줄리언 헉슬리, 지질학자 찰스 라이엘, 외과의사 조지프 리스터, 역사가 아널드 J. 토인비 등이 있다.

## 대중 문화에서 킹스
- 댄 브라운의 소설, 《다빈치 코드》의 일부는 킹스 칼리지 런던의 몬 도서관(Maughan Library)을 배경으로 진행된다.
- 영화 《조니 잉글리시》(Johnny English)의 일부분이 킹스의 몬 도서관에서 촬영되었다.
- 오스카 와일드의 원작을 올리버 파커 감독이 각색한 영화 《진지함의 중요성》의 일부분이 킹스의 스트랜드(Strand) 캠퍼스 주변을 배경으로 한다.
- 영화 《해리 포터》의 일부분이 킹스 칼리지 런던의 몬 도서관(Maughan Library)에서 촬영되었다.